# Campeonato Europeo de Baloncesto Femenino de 2019
El XXXVII Campeonato Europeo de Baloncesto Femenino se celebró conjuntamente en Serbia y Letonia entre el 27 de junio y el 7 de julio de 2019 bajo la denominación EuroBasket Femenino 2019. El evento fue organizado por la Confederación Europea de Baloncesto (FIBA Europa), la Federación Serbia de Baloncesto y la Federación Letona de Baloncesto.
Un total de dieciséis selecciones nacionales afiliadas a FIBA Europa compitieron por el título europeo, cuyo anterior portador era el equipo de España, vencedor del EuroBasket 2017. 
La selección de España se adjudicó su cuarta medalla de oro al derrotar en la final al equipo de Francia con un marcador de 86-66. En el partido por el tercer puesto el conjunto de Serbia venció al del Reino Unido.

## Sedes
| Foto | Grupo      | Ciudad              | Instalación           | Capacidad |
| ---- | ---------- | ------------------- | --------------------- | --------- |
|      | A y B      | Riga ( Letonia)     | Arena Riga            | 10 000    |
|      | C          | Niš ( Serbia)       | Centro Deportivo Čair | 4000      |
|      | D          | Zrenjanin ( Serbia) | Crystal Hall          | 2400      |
|      | Fase final | Belgrado ( Serbia)  | Arena de Belgrado     | 16 500    |

## Grupos
| Grupo A      | Grupo B         | Grupo C   | Grupo D     |
| ------------ | --------------- | --------- | ----------- |
| Ucrania      | Suecia          | Hungría   | Bielorrusia |
| Gran Bretaña | Francia         | Turquía   | Rusia       |
| Letonia      | República Checa | Italia    | Bélgica     |
| España       | Montenegro      | Eslovenia | Serbia      |

## Primera fase
- Los respectivos partidos en la hora local de Serbia (UTC+2) o de Letonia (UTC+3).

El primero de cada grupo pasa directamente a los cuartos de final, el segundo y tercero disputan previamente un partido de clasificación.

### Grupo A
| Equipo       | J | G | P | PF  | PC  | DP  | PTS |
| ------------ | - | - | - | --- | --- | --- | --- |
| España       | 3 | 3 | 0 | 221 | 192 | +29 | 6   |
| Gran Bretaña | 3 | 2 | 1 | 201 | 181 | +20 | 5   |
| Letonia      | 3 | 1 | 2 | 198 | 207 | -9  | 4   |
| Ucrania      | 3 | 0 | 3 | 205 | 245 | -40 | 3   |

- Resultados

| Fecha | Hora  | Partido¹     | Partido¹ | Partido¹     | Resultado |
| ----- | ----- | ------------ | -------- | ------------ | --------- |
| 27.06 | 18:30 | Gran Bretaña | -        | Letonia      | 74-60     |
| 27.06 | 21:00 | Ucrania      | -        | España       | 77-95     |
| 28.06 | 18:30 | Letonia      | -        | Ucrania      | 82-74     |
| 28.06 | 21:00 | España       | -        | Gran Bretaña | 67-59     |
| 30.06 | 13:00 | Ucrania      | -        | Gran Bretaña | 54-68     |
| 30.06 | 18:30 | Letonia      | -        | España       | 56-59     |

- (¹) – Todos en Riga.

### Grupo B
| Equipo          | J | G | P | PF  | PC  | DP  | PTS |
| --------------- | - | - | - | --- | --- | --- | --- |
| Francia         | 3 | 3 | 0 | 233 | 179 | +54 | 6   |
| Suecia          | 3 | 1 | 2 | 196 | 193 | +3  | 4   |
| Montenegro      | 3 | 1 | 2 | 174 | 212 | -38 | 4   |
| República Checa | 3 | 1 | 2 | 189 | 208 | -19 | 4   |

- Resultados

| Fecha | Hora  | Partido¹        | Partido¹ | Partido¹        | Resultado |
| ----- | ----- | --------------- | -------- | --------------- | --------- |
| 27.06 | 13:00 | Suecia          | -        | Montenegro      | 67-51     |
| 27.06 | 15:30 | Francia         | -        | República Checa | 74-61     |
| 28.06 | 13:00 | República Checa | -        | Suecia          | 71-64     |
| 28.06 | 15:30 | Montenegro      | -        | Francia         | 53-88     |
| 30.06 | 15:30 | República Checa | -        | Montenegro      | 57-70     |
| 30.06 | 21:00 | Suecia          | -        | Francia         | 65-71     |

- (¹) – Todos en Riga.

### Grupo C
| Equipo    | J | G | P | PF  | PC  | DP  | PTS |
| --------- | - | - | - | --- | --- | --- | --- |
| Hungría   | 3 | 2 | 1 | 205 | 194 | +11 | 5   |
| Italia    | 3 | 2 | 1 | 183 | 170 | +13 | 5   |
| Eslovenia | 3 | 1 | 2 | 203 | 218 | -15 | 4   |
| Turquía   | 3 | 1 | 2 | 168 | 177 | -9  | 4   |

- Resultados

| Fecha | Hora  | Partido¹  | Partido¹ | Partido¹  | Resultado |
| ----- | ----- | --------- | -------- | --------- | --------- |
| 27.06 | 16:00 | Hungría   | -        | Eslovenia | 88-84     |
| 27.06 | 18:30 | Turquía   | -        | Italia    | 54-57     |
| 28.06 | 16:00 | Eslovenia | -        | Turquía   | 62-55     |
| 28.06 | 18:30 | Italia    | -        | Hungría   | 51-59     |
| 30.06 | 16:00 | Hungría   | -        | Turquía   | 58-59     |
| 30.06 | 18:30 | Italia    | -        | Eslovenia | 75-57     |

- (¹) – Todos en Niš.

### Grupo D
| Equipo      | J | G | P | PF  | PC  | DP  | PTS |
| ----------- | - | - | - | --- | --- | --- | --- |
| Serbia      | 3 | 3 | 0 | 202 | 182 | +20 | 6   |
| Bélgica     | 3 | 1 | 2 | 194 | 193 | +1  | 4   |
| Rusia       | 3 | 1 | 2 | 193 | 206 | -13 | 4   |
| Bielorrusia | 3 | 1 | 2 | 184 | 192 | -8  | 4   |

- Resultados

| Fecha | Hora  | Partido¹    | Partido¹ | Partido¹    | Resultado |
| ----- | ----- | ----------- | -------- | ----------- | --------- |
| 27.06 | 17:45 | Rusia       | -        | Bélgica     | 54-67     |
| 27.06 | 20:30 | Bielorrusia | -        | Serbia      | 53-55     |
| 28.06 | 17:45 | Bélgica     | -        | Bielorrusia | 61-69     |
| 28.06 | 20:30 | Serbia      | -        | Rusia       | 77-63     |
| 30.06 | 17:45 | Bielorrusia | -        | Rusia       | 62-76     |
| 30.06 | 20:30 | Bélgica     | -        | Serbia      | 66-70     |

- (¹) – Todos en Zrenjanin.

## Fase final
- Los respectivos partidos en la hora local de Serbia (UTC+2) o de Letonia (UTC+3).

|  | Clasif. a cuartos | Clasif. a cuartos |              |              | Cuartos de final | Cuartos de final |        |              | Semifinales  | Semifinales |  |  | Final      | Final      |
|  | 1 y 2 de julio    | 1 y 2 de julio    |              |              | 4 de julio       | 4 de julio       |        |              | 6 de julio   | 6 de julio  |  |  | 7 de julio | 7 de julio |
|  |                   |                   |              |              |                  |                  |        |              |              |             |  |  |            |            |
|  |                   |                   |              |              |                  |                  |        |              |              |             |  |  |            |            |
|  |                   |                   |              |              |                  |                  |        |              |              |             |  |  |            |            |
|  | España            | 78                |              |              |                  |                  |        |              |              |             |  |  |            |            |
|  | España            | 78                | Italia       | 54           |                  |                  |        |              |              |             |  |  |            |            |
|  |                   | Rusia             | Italia       | 54           | 54               |                  |        |              |              |             |  |  |            |            |
|  | Rusia             | Rusia             | 63           |              | 54               | España           | 71     |              |              |             |  |  |            |            |
|  | Rusia             |                   | 63           |              |                  | España           | 71     |              |              |             |  |  |            |            |
|  |                   |                   |              | Serbia       | 66               |                  |        |              |              |             |  |  |            |            |
|  | Serbia            | 87                |              | Serbia       | 66               |                  |        |              |              |             |  |  |            |            |
|  | Serbia            | 87                | Suecia       | 77           |                  |                  |        |              |              |             |  |  |            |            |
|  |                   | Suecia            | Suecia       | 77           | 49               |                  |        |              |              |             |  |  |            |            |
|  | Letonia           | Suecia            | 62           |              | 49               | España           | 86     |              |              |             |  |  |            |            |
|  | Letonia           |                   | 62           |              |                  | España           | 86     |              |              |             |  |  |            |            |
|  |                   |                   |              | Francia      | 66               |                  |        |              |              |             |  |  |            |            |
|  | Francia           | 84                |              | Francia      | 66               |                  |        |              |              |             |  |  |            |            |
|  | Francia           | 84                | Bélgica      | 72           |                  |                  |        |              |              |             |  |  |            |            |
|  |                   | Bélgica           | Bélgica      | 72           | 80               |                  |        |              |              |             |  |  |            |            |
|  | Eslovenia         | Bélgica           | 67           |              | 80               | Francia          | 63     | Tercer lugar | Tercer lugar |             |  |  |            |            |
|  | Eslovenia         |                   | 67           |              |                  | Francia          | 63     | Tercer lugar | Tercer lugar |             |  |  |            |            |
|  |                   |                   |              | Gran Bretaña | 56               |                  |        |              |              |             |  |  |            |            |
|  | Hungría           | 59                |              | Gran Bretaña | 56               |                  |        |              |              |             |  |  |            |            |
|  | Hungría           | 59                | Gran Bretaña | 92           |                  |                  | Serbia | 81           |              |             |  |  |            |            |
|  |                   | Gran Bretaña      | Gran Bretaña | 92           | 62               |                  | Serbia | 81           |              |             |  |  |            |            |
|  | Montenegro        | Gran Bretaña      | 71           |              | 62               | Gran Bretaña     | 55     |              |              |             |  |  |            |            |
|  | Montenegro        |                   | 71           |              |                  | Gran Bretaña     | 55     |              |              |             |  |  |            |            |

### Clasificación a cuartos
| Fecha | Hora  | Partido¹     | Partido¹ | Partido¹   | Resultado |
| ----- | ----- | ------------ | -------- | ---------- | --------- |
| 01.07 | 18:30 | Suecia       | -        | Letonia    | 77-62     |
| 01.07 | 21:00 | Gran Bretaña | -        | Montenegro | 92-71     |
| 02.07 | 18:00 | Bélgica      | -        | Eslovenia  | 72-67     |
| 02.07 | 20:30 | Italia       | -        | Rusia      | 54-63     |

- (¹) – Los dos primeros en Riga y los otros dos en Belgrado.

### Cuartos de final
| Fecha | Hora  | Partido¹ | Partido¹ | Partido¹     | Resultado |
| ----- | ----- | -------- | -------- | ------------ | --------- |
| 04.07 | 12:30 | Hungría  | -        | Gran Bretaña | 59-62     |
| 04.07 | 15:00 | España   | -        | Rusia        | 78-54     |
| 04.07 | 18:00 | Francia  | -        | Bélgica      | 84-80 TE  |
| 04.07 | 20:30 | Serbia   | -        | Suecia       | 87-49     |

- (¹) – Todos en Belgrado.

### Semifinales
| Fecha | Hora  | Partido¹ | Partido¹ | Partido¹     | Resultado |
| ----- | ----- | -------- | -------- | ------------ | --------- |
| 06.07 | 18:00 | Francia  | -        | Gran Bretaña | 63-56     |
| 06.07 | 20:30 | España   | -        | Serbia       | 71-66     |

- (¹) – En Belgrado.

### Tercer lugar
| Fecha | Hora  | Partido¹ | Partido¹ | Partido¹     | Resultado |
| ----- | ----- | -------- | -------- | ------------ | --------- |
| 07.07 | 17:30 | Serbia   | -        | Gran Bretaña | 81-55     |

- (¹) – En Belgrado.

### Final
| Fecha | Hora  | Partido¹ | Partido¹ | Partido¹ | Resultado |
| ----- | ----- | -------- | -------- | -------- | --------- |
| 07.07 | 20:30 | España   | -        | Francia  | 86-66     |

- (¹) – En Belgrado.

### Partidos de clasificación
- Ganadores clasifican a los torneos preolímpicos.

| Fecha | Hora  | Partido¹ | Partido¹ | Partido¹ | Resultado |
| ----- | ----- | -------- | -------- | -------- | --------- |
| 06.07 | 12:30 | Bélgica  | -        | Hungría  | 72-56     |
| 06.07 | 15:00 | Rusia    | -        | Suecia   | 52-57     |

- (¹) – En Belgrado.

## Medallero
| España | Francia | Serbia |
| Tamara Abalde Queralt Casas Anna Cruz Silvia Domínguez Laura Gil Astou Ndour Laura Nicholls Cristina Ouviña Laia Palau María Pina Andrea Vilaró Marta Xargay | Valériane Ayayi Marième Badiane Ornella Bankolé Alexia Chartereau Sara Chevaugeon Olivia Époupa Marine Fauthoux Sandrine Gruda Bria Hartley Marine Johannès Endéné Miyem Iliana Rupert | Jelena Brooks Dajana Butulija Saša Čađo Aleksandra Crvendakić Ana Dabović Nevena Jovanović Nikolina Milić Maja Miljković Sonja Petrović Maja Škorić Aleksandra Stanaćev Dragana Stanković |
| Lucas Mondelo (seleccionador) | Valérie Garnier (seleccionador) | Marina Maljković (seleccionador) |

## Estadísticas

### Clasificación general
| 1. España PO        |
| 2. Francia PO       |
| 3. Serbia PO        |
| 4. Gran Bretaña PO  |
| 5. Bélgica PO       |
| 6. Suecia PO        |
| 7. Hungría          |
| 8. Rusia            |
| 9. Italia           |
| 10. Eslovenia       |
| 11. Letonia         |
| 12. Montenegro      |
| 13. Bielorrusia     |
| 14. Turquía         |
| 15. República Checa |
| 16. Ucrania         |

### Máximas anotadoras
| N.º | Nombre           | Selección    | Puntos | Pts./partido | Partidos jugados |
| --- | ---------------- | ------------ | ------ | ------------ | ---------------- |
| 1   | Temi Fagbenle    | Gran Bretaña | 146    | 20,9         | 7                |
| 2   | Emma Meesseman   | Bélgica      | 119    | 19,8         | 6                |
| 3   | Sandrine Gruda   | Francia      | 93     | 15,5         | 6                |
| 4   | Kim Mestdagh     | Bélgica      | 89     | 14,8         | 6                |
| 4   | Astou Ndour      | España       | 89     | 14,8         | 6                |
| 4   | Mariya Vadeyeva  | Rusia        | 89     | 14,8         | 6                |
| 7   | Marta Xargay     | España       | 85     | 14,2         | 6                |
| 8   | Elīna Dikeulaka  | Letonia      | 83     | 20,8         | 4                |
| 9   | Amanda Zahui     | Suecia       | 78     | 13,0         | 6                |
| 9   | Karlie Samuelson | Gran Bretaña | 78     | 11,1         | 7                |

Fuente: 

### Equipo más anotador
| N.º | Equipo       | Puntos | Pts./partido | Partidos jugados |
| --- | ------------ | ------ | ------------ | ---------------- |
| 1   | Gran Bretaña | 466    | 66,6         | 7                |
| 2   | España       | 456    | 76,0         | 6                |
| 3   | Francia      | 446    | 74,3         | 6                |
| 4   | Serbia       | 436    | 72,7         | 6                |
| 5   | Bélgica      | 418    | 69,7         | 6                |

Fuente: 

### Equipo ideal
- Mejor jugadora del campeonato —MVP—: Astou Ndour ( España).

| Posición  | Nombre         | País         |
| --------- | -------------- | ------------ |
| Escolta   | Marta Xargay   | España       |
| Alero     | Temi Fagbenle  | Gran Bretaña |
| Alero     | Sonja Petrović | Serbia       |
| Ala-pívot | Sandrine Gruda | Francia      |
| Pívot     | Astou Ndour    | España       |

Fuente: 